# George Daneel
Pas d'image ? Cliquez ici

a Compétitions nationales et continentales officielles uniquement.

b Matchs officiels uniquement.
Dernière mise à jour le 13 janvier 2025.
George Daneel, né le 29 août 1904 à Calvinia (Afrique du Sud) et décédé le 19 octobre 2004 à Franschhoek, est un joueur de rugby à XV qui a joué avec l'équipe d'Afrique du Sud évoluant au poste de troisième ligne centre.

## Biographie
George Daneel évolue avec la Western Province en 1928 puis le Transvaal en 1931-1932, qui disputent la Currie Cup.  Il a disputé son premier test match le 30 juin 1928 contre l'équipe de Nouvelle-Zélande. Son dernier test match fut contre l'équipe d'Écosse le 16 janvier 1932. De 1928 à 1932, il dispute les 8 matchs que jouent les Springboks. Les Sud-africains font une tournée en Grande-Bretagne et en Irlande en 1931-1932. Ils battent le pays de Galles 8-3 à Swansea, ils l'emportent 8-3 contre l'Irlande. Ils gagnent le 2 janvier ensuite 7-0 contre l'Angleterre. Puis ils battent l'Écosse 6-3. C'est un Grand Chelem. George Daneel a inscrit un essai contre les Gallois, il en avait inscrit un contre les All Blacks. 
Il meurt le 19 octobre 2004 à l'âge de 100 ans.

## Statistiques en équipe nationale
- 8 test matchs avec l'équipe d'Afrique du Sud
- 6 points (2 essais)
- Sélections par année : 4 en 1928, 2 en 1931, 2 en 1932